# يحيى بن الحسين
أَبُو الحُسَين يَحْيَى بْنُ الحُسَينِ بْنِ القَاسِمِ بْنِ إِبْرَاهِيمِ الحَسَنِي الهَاشِمِي الرَّسِّي (859م - 19 أغسطس 911م)، المعروف بلقبه الهَادِي إلى الحَقِ، كان زعيمًا دينيًا وسياسيًا في شبه الجزيرة العربية، وهو أول إمام زيدي حكم أجزاء من اليمن من 897 إلى 911م، وهو مؤسس الزيدية، ومؤسس ما عرف بالدولة الهادوية التي حكمت خلال الفترة (284 – 1006 هـ).

## نسبه
هو أبو الحسين يحيى بن الحسين بن القاسم بن إبراهيم بن إسماعيل بن إبراهيم بن الحسن بن الحسن بن علي بن أبي طالب.

## الخلفية
ولد يحيى بن الحسين بن القاسم الرسي في المدينة المنورة لكونها مدينة أسلافه الذين تعود أصولهم إلى الحسن بن علي بن أبي طالب (وأيضا سبط محمد). جده القاسم الرسي بن إبراهيم طباطبا حاول دون جدوى الوصول إلى القيادة السياسية بامتلاك وثيقة ملكية جبل الرس القريبة من مكة. هذا هو أصل اسم السلالة التي أسسها يحيى سلالة الرسيين. كان القاسم الرسي منظم رئيسي لتشريعات المذهب الزيدي والذي كان له أيضا أتباع في العراق وبلاد فارس. ينتمي الزيديون إلى زيد النجل الثاني للإمام الرابع علي بن الحسين السجاد. في 893 م -  280 هـ دخل يحيى اليمن قادماً من الحجاز في محاولة لبناء قاعدة قوية للزيدية. في هذا الوقت كان يحكم تهامة سلالة الزياديين (من 819م - 204 هـ إلى 1018م -  409 هـ) الذين يدينون بالولاء للخلفاء العباسيين. في الداخل كانت صنعاء تحت سيطرة بنو يعفر منذ 847 م - 233 هـ.

## الاعتراف بإمامته
بلغ يحيى الشرفة على مقربة من صنعاء لكنه اضطر بعد ذلك إلى العودة لأنه لم يستقبل الاستقبال الحار الذي كان يأمله. في عام 896م -  283 هـ دعا بعض زعماء القبائل من صعدة وخولان يحيى للعودة وإنهاء الظروف في شمال اليمن التي مزقتها الحرب . في العام التالي 897م - 284 هـ وصل مرة أخرى من الحجاز برفقة عمه محمد وأخيه عبد الله بن الحسين وعدد من أقاربه. وصل صعدة حيث استقبل استقبال حار. اعتمد الإمام الجديد مسمى الهادي إلى الحق يحيى. المصادر التاريخية تصوره بأنه ذكي على نحو غير عادي وقوي البنية وورع. الحاكم الجديد أخضع نجران وأنشأ قاعدة بين القبائل المحلية في شمال اليمن. أولى عناية كبيرة لجمع الضرائب حسب الشريعة . حاكم صنعاء أبي العتاهية تعب من حركة اليعفريين ودعا الهادي يحيى ليضم المدينة إلى منطقة حكمه في 899م -  286 هـ واعترف بكونه إماما. ضرب الهادي يحيى النقود وكان يقرأ خطبة الجمعة ذاكرا اسمه. ومع ذلك سرعان ما اندلع القتال وبسرعة استعاد الحاكم اليعفري عبد القاهر السيطرة على صنعاء. بعث الإمام الهادي يحيى كتيبة جديدة لاستعادة صنعاء في العام التالي ولكن هزموا وتم اعتقال ابن الهادي يحيى من قبل بنو يعفر.

## الوفاة
تحالف الإمام مع بني يعفر لمواجهة القرامطة. أثبت التحالف الجديد أنه هش. تم السيطرة على صنعاء من قبل القائد الفاطمي علي بن الفضل الذي هيمن أيضا على تهامة والجنوب. في نهاية المطاف في 910م -  297 هـ بسط الهادي يحيى سلطته على صنعاء مرة أخرى. سار إلى المدينة من دون معارضة ولكن سرعان ما تركها لبني يعفر. وفي العام التالي 911م -  298 هـ توفي الإمام في صعدة. وفقا للبعض فقد مات مسموماً. خلفه في الإمامة ابنه محمد.